# Dumma mej 4
Dumma mej 4 (engelska: Despicable Me 4) är en amerikansk animerad långfilm från 2024, producerad av Universal Pictures och Illumination. Den är regisserad av Chris Renaud och Patrick Delage, med manus skrivet av Mike White och Ken Daurio. Filmen är en uppföljare till Dumma mej 3 från 2017 och den sjätte filmen i Dumma mej-serien.
Filmen hade biopremiär i Sverige den 3 juli 2024, utgiven av United International Pictures.

## Rollista (i urval)

### Engelska originalröster
- Steve Carell – Felonious Gru
- Kristen Wiig – Lucy Wilde
- Will Ferrell – Maxime Le Mal
- Miranda Cosgrove – Margo
- Steve Coogan – Silas Ramsbottom
- Pierre Coffin – Minionerna
- Joey King – Poppy Prescott
- Sofía Vergara – Valentina
- Stephen Colbert – Perry Prescott
- Chloe Fineman – Patsy Prescott
- Dana Gaier – Edith
- Madison Polan – Agnes[6]

### Svenska röster
- Andreas Rothlin Svensson – Gru
- Cecilia Wrangel Skoug – Lucy
- Emma Lewin Segelström – Margo
- Charlie Löfgren Kruse – Edith
- Ebba Krüger – Agnes
- Steve Kratz – Maxime Le Mal
- Johan Wahlström – Silas Rumpbotten
- Andreas Nilsson – rektor Ursula Übelschlecht och Balthazar Bratt
- Linda Blomgren – Poppy Prescott
- Christian Åkesson – Perry Prescott
- Matilda Tjerneld – Patsy Prescott
- Melody Farshin – Valentina
- Katrin Sundberg – Melora
- Ole Ornered – Sensei O’Sullivan
- Rafael Edholm – Dr. Nefario
- Göran Gillinger – Vector

Övriga medverkande: Linus Carlén, Denise Moberg, Vilgot Rasmussen, Nicklas Berglund, Mattias Knave, Fredrik Lexfors, Daniel Brandel, Claudia Galli Concha, Hanna Svanberg och Caroline Pajuste Widjeskog.